# Jabodetabek

Jabodetabek (Farbig) in Java

Jabodetabek (früher Jabotabek und mittlerweile auch Jabodetabekpunjur genannt) ist das gebräuchliche Akronym für die Metropolregion auf der indonesischen Insel Java, die durch die Städte Jakarta, Bogor, Depok, Tangerang und Bekasi und ihre zugehörigen Landkreise gebildet wird.
Der Name Jabodetabek setzt sich aus den Anfangsbuchstaben der fünf Städte zusammen:
- Jakarta
- Bogor
- Depok
- Tangerang
- Bekasi

Jabodetabekpunjur berücksichtigt zusätzlich Puncak und Cianjur.
Mit mehr als 30 Mio. Einwohnern (Stand Ende 2021) ist Jabodetabek die zweitgrößte Metropolregion der Welt, sie ist außerdem die größte auf der Südhalbkugel. Die Region verzeichnet ein hohes Bevölkerungswachstum, vor allem durch Zuzug aus den ländlichen Regionen des Landes.
| Verwaltungseinheit, Provinz       | Fläche 2021 (km²) | Einwohner    | Einwohner    | Einwohner    | Einwohner je km² (2021) |
| Verwaltungseinheit, Provinz       | Fläche 2021 (km²) | 0002010 1000 | 0002020 2000 | 0002021 3000 | Einwohner je km² (2021) |
| --------------------------------- | ----------------- | ------------ | ------------ | ------------ | ----------------------- |
| DKI Jakarta                       | 661               | 9.607.787    | 10.562.088   | 11.249.585   | 17.019,0                |
| Kota Bogor, Jawa Barat            | 111               | 950.334      | 1.043.070    | 1.091.396    | 9.799,7                 |
| Kota Depok, Jawa Barat            | 200               | 1.738.570    | 2.056.335    | 1.893.321    | 9.470,9                 |
| Kota Tangerang, Banten            | 178               | 1.798.601    | 1.895.486    | 1.864.220    | 10.452,6                |
| Kota Bekasi, Jawa Barat           | 213               | 2.334.871    | 2.543.676    | 2.468.448    | 11.586,8                |
| Kota Tangerang Selatan, Banten000 | 165               | 1.290.322    | 1.354.350    | 1.367.405    | 8.294,3                 |
| Kab. Bogor, Jawa Barat            | 2992              | 4.771.932    | 5.427.068    | 5.327.131    | 1.780,6                 |
| Kab. Tangerang, Banten            | 1028              | 2.834.376    | 3.245.619    | 3.185.552    | 3.099,5                 |
| Kab. Bekasi, Jawa Barat           | 1251              | 2.630.401    | 3.113.017    | 3.022.787    | 2.416,3                 |
| Jabodetabek                       | 6.799             | 27.957.194   | 31.240.709   | 31.469.845   | 4.628,5                 |

## Weblink
- Daftar Kabupaten/Kota di Jabodetabek – Verzeichnis der Verwaltungseinheiten (mit Karte) (indonesisch)

Koordinaten: 6° 11′ S, 106° 50′ O